# 노출 (사진술)

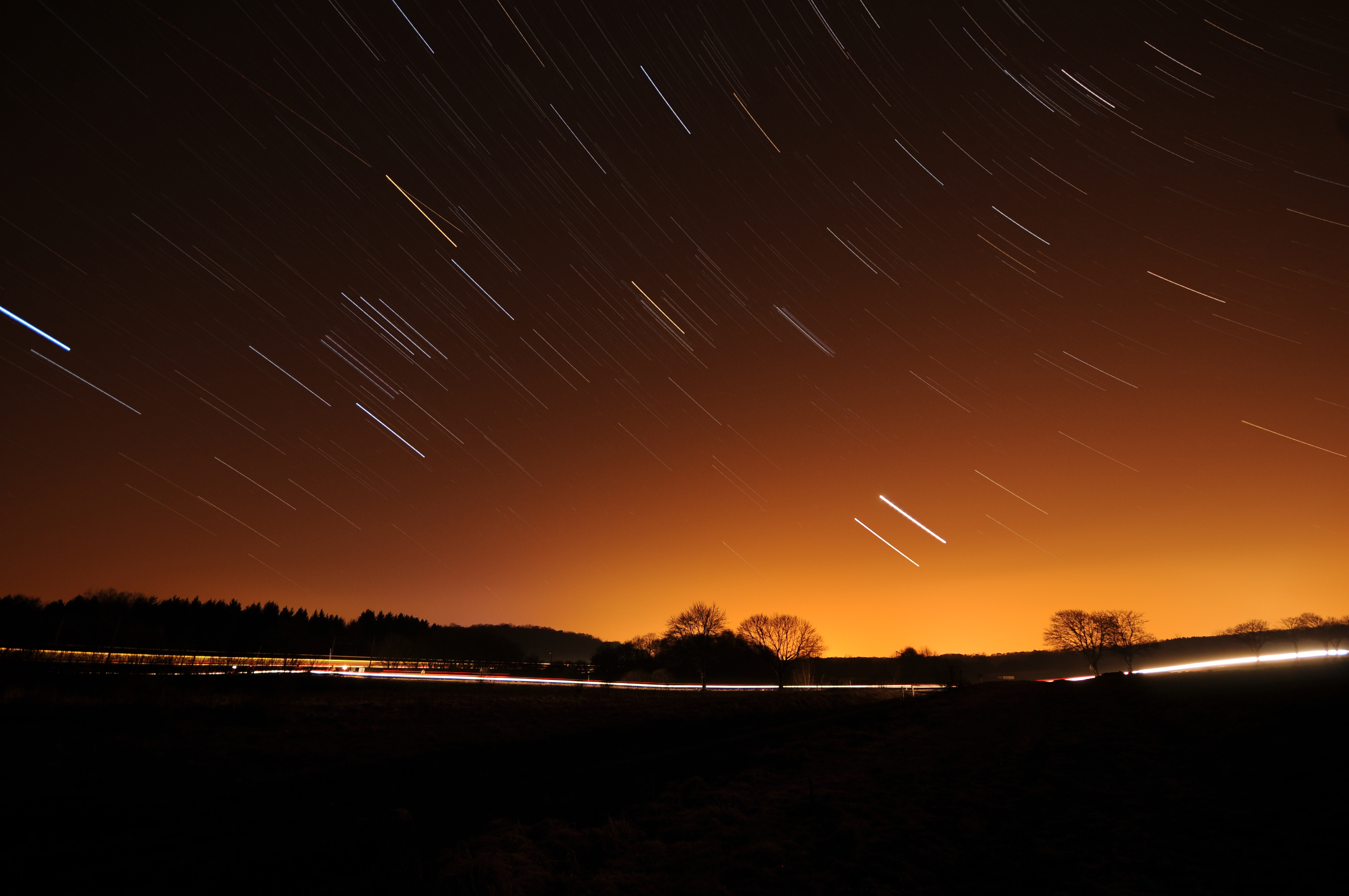
밤하늘을 긴 노출로 촬영하면 이렇게 항성의 일주 운동 궤적이 드러난다.

노출(露出, exposure)은 사진술에서 촬상 소자에 감광되는 빛의 양을 나타낸다. 노출은 촬상 소자의 감도와 렌즈의 F 값, 즉 조리개의 열린 정도, 그리고 카메라의 셔터 속도 등에 의해 종합적으로 결정된다. 이때 카메라에서는 노출의 크기를 정량화하여 노출값(Exposure Value, EV)으로 나타내어 조절한다. 현재 대부분의 카메라는 노출을 자동으로 결정하는 자동 노출 기능을 갖추고 있으며 기종에 따라 완전 수동 모드, 셔터 우선 모드, 프로그램 모드, 조리개 우선 모드 등의 방법으로 사용자가 노출의 구성요소를 각각 조절할 수 있도록 지원하고 있다.

## 개요
노출을 결정하기 위해 노출계를 곁들인 카메라가 많다. 노출계에는 빛을 받으면 기전력(起電力)을 발생하는 셀렌 셀(selenium cell)을 사용한 것과 빛을 받으면 전기저항이 변화하는 황화카드뮴과 수은전지 등을 병용한 것이 쓰여지고 있다. 어느 것이나 광량에 의하여 전류의 값이 결정되기 때문에 미터를 접촉시켜서 생기는 편각(偏角)에서 셔터나 조리개의 수치를 결정한다.
연동노출계(連動露出計)는 셔터나 조리개의 다이얼을 회전하면 그 작용이 미터에 미치게 되어 있다.
오로지 인위적으로 연동하는 것 외에 자동적으로 연동할 수 있는 이른바 EE카메라도 많아졌다. 이 기구의 원리는 미터의 편차를 기계적으로 고정하고 톱니 모양의 캠(cam)의 높이를 정한 다음 그 높이에 따라서 셔터나 조리개, 다이얼을 제어하도록 만들어져 있다.
또한 단안 리플렉스 카메라에서 셀을 파인더부에 붙여 촬영렌즈를 통과해 온 빛의 양을 측정하여 노광을 결정하는 TTL(through the lens) 방식이 흔히 쓰인다. 이것을 사용하면 특히 접사(接寫)의 경우 노출의 보정을 할 필요가 없다. 이 경우 피사체 전체의 광량(光量)을 측정하는 평균치 측광방식(測光方式)과는 달리 특히 중심이 되는 부분의 광량만을 측정하는 방법의 것이 있어 편리하다.
EE카메라 중에는 셀의 광전류(光電流)의 크기에 따라 전자회로를 써서 셔터 스피드를 제어하는 전자셔터(電子 shutter)도 만들어졌다. 즉 셔터를 열면 동시에 광전류를 콘덴서에 충전시켜 일정한 전압(電壓)이 되었을 때 트랜지스터 회로가 작동하여 셔터를 닫는 기구이다.

## 노출의 원리

### 촬상 소자의 감도와 노출
촬상 소자의 감도는 ISO로 표기되며, 소자가 빛에 감응하여 빛을 기록하는 속도를 수치로 나타낸 값을 의미한다. 이 값이 높을수록 같은 시간에 받는 빛의 양이 늘어나므로, 다른 요소가 같을 때 감도 수치가 증가하면 더 많은 양의 노출을 통해 밝은 사진을 얻을 수 있다. 일반적으로 빛의 양이 부족할 때 필요한 노출을 얻기 위해서 감도를 증가시키지만 필름이나 디지털 소자(CCD, CMOS 센서 등) 모두 노이즈가 증가하여 신호대 잡음비가 감소하게 된다.

### 셔터 속도와 노출
셔터 속도는 초로 표기되며, 셔터막이 개방되어 있는 시간을 나타낸다. 시간이 길 수록 더 많은 양의 빛이 소자에 감광된다.

### 조리개 값과 노출
조리개는 렌즈의 유효 구경의 크기를 조절 할 수 있는 구성 요소이다. 조리개의 값은 F 값으로 표현되며, 그 값이 작으면 같은 시간동안 더 많은 빛이 소자에 도달한다. 이를테면 조리개값 f/1.0과 f/2.0은 그 구경이 2배 차이나므로, 실제로 렌즈에 도달하는 빛의 양이 4배가 되어 같은 감도에서 필요한 셔터 스피드의 값을 1/4배로 줄일 수 있다.
조리개는 렌즈의 제2주점에 존재하므로 화각에 변화를 주지 않도록 조절이 가능하며, 조리개를 통한 입사로 인하여 보케 등의 빛갈라짐 현상 및 피사계 심도의 조절이 일어난다.

## 노출의 측정
노출은 럭스로 측정되며, 사진술에서는 이 값을 정형화하여 EV(Exposure Value)로 표현한다. 카메라의 경우 이 EV값을 통하여 노출을 결정하게 되는데, 이 노출을 결정하는 방법을 측광이라고 하며 현재 가장 대중적으로 사용되는 측광 방식에는 TTL 측광방식이 있다.

## 노출의 설정
노출은 항상 일정한 수치와 밝기의 사진으로 결정되는 것이 아니라, 사진가의 의도에 따라서 적정 노출에서 변화시키거나 임의로 변화시키게 된다. 자동 노출의 경우 카메라는 피사체에 대하여 적정 노출을 측정하여 자동으로 노출 설정을 조정한다.

### 노출 과다와 노출 부족
노출 과다와 노출 부족은 일반적으로 적정 노출에 대하여 노출량의 과부족 여부를 따져서 결정한다. 이 때, 촬상 소자에는 최대한 흰 색이나 최대한 검은색을 표현할 수 있는 범위인 관용도에 한계를 갖고 있기 때문에, 많은 양의 빛이 들어오는 노출 과다의 경우에는 명부 손실이 일어나며 적은 빛만이 들어오는 노출 부족의 경우에는 암부 손실이 일어나기도 한다. 이 경우 손실된 색 정보는 일반적인 경우에는 복구할 수 없으며 이를 극복하기 위한 방법으로 HDR 등의 기법을 사용하기도 한다.

### 프로그램 모드에 따른 노출 변경
일반적으로 완전 수동 모드의 경우, 카메라는 노출량에 대해서 표기를 해줄 뿐 자동으로 노출값을 결정해주지는 않는다. 이 경우, 사진가는 셔터 속도와 조리개를 포함한 대부분의 노출 설정을 임의로 할 수 있다. 이 경우 사진가는 노출에 대해서 어느정도의 이해를 갖추고 있어야 한다.
프로그램 모드의 경우, 카메라는 완전히 자동적으로 노출을 결정한다. 디지털 일안반사식 카메라(DSLR)에서 사진가는 일반적으로 감광 속도만을 조절할 수 있다.
셔터 속도 우선 모드와 조리개 우선 모드에서, 카메라는 우선 설정된 요소를 제외한 나머지를 자동으로 설정한다. 사진가는 우선 설정된 요소를 수동 조작할 수 있으며, 셔터 속도 우선 모드의 경우 움직임에 의한 모션 블러가 우려될 때 주로 사용하게 되고, 조리개 우선 모드의 경우 피사계 심도를 조정할 필요성이 있을 때 주로 사용하게 된다.

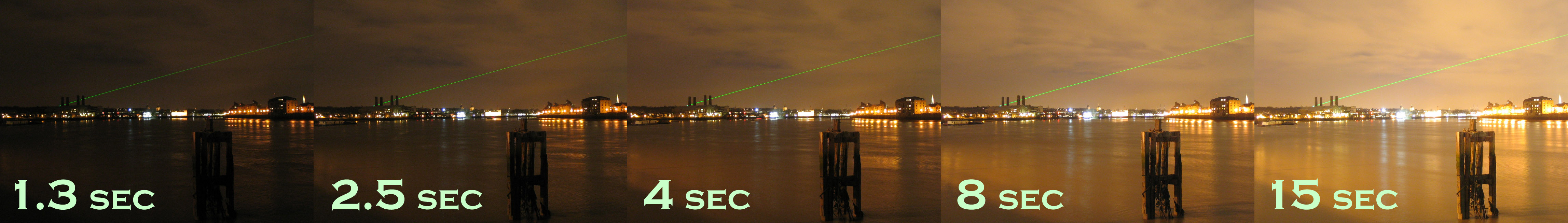
야경 촬영시 노출값의 변화에 따른 사진의 변화. 긴 셔터스피드를 줄 수록 사진의 밝기도 커진다.

## 같이 보기
- 노출값
- 측광
- 존 시스템
- 라비
- 나체
- 누드 미술